# Amos de-Shalit
Amos de-Shalit (en hebreo: עמוס דה-שליט‎); (Jerusalén, 29 de septiembre de 1926 - 2 de septiembre de 1969) fue un físico nuclear israelí galardonado con el Premio Israel de Ciencias exactas en 1965.

## Biografía
Amos de-Shalit nació en Jerusalén, en ese entonces bajo el Mandato británico de Palestina. Creció en Tel Aviv y se graduó en el  Gymnasium Balfour. En 1949 de-Shalit obtuvo su maestría en física en la Universidad Hebrea de Jerusalén bajo la dirección de Giulio Racah. Durante la Guerra de independencia de Israel sirvió en el Cuerpo Científico de las Fuerzas de Defensa de Israel. De-Shalit y sus compañeros de estudios escribieron una carta al primer ministro israelí , David Ben-Gurion, para señalar la importancia vital de la física nuclear para el futuro de Israel. En 1951, obtuvo su doctorado de la Escuela Politécnica Federal de Zúrich en Suiza.
De-Shalit murió antes de cumplir 43 años de pancreatitis aguda. Estaba casado con Nechama. Sus hijos, Ehud y Avner, son profesores de matemáticas y ciencias políticas respectivamente, en la Universidad Hebrea de Jerusalén. La hermana de De-Shalit, Tamar, estaba casada con Arthur Goldreich.

## Carrera académica y científica
De 1952 a 1954, fue investigador en la Universidad de Princeton y en el Instituto de Tecnología de Massachusetts y pasó algún tiempo en el Instituto de Investigación Atómica Saclay en Francia.
En 1954, se le pidió a de-Shalit que creara el Departamento de Física Nuclear en el Instituto Weizmann de Ciencias, que dirigió durante diez años. Mientras trabajaba en el Instituto Weizmann, también se desempeñó como consultor del Ministerio de Defensa de Israel.
En 1957-58, de-Shalit pasó un año sabático en la Organización Europea para la Investigación Nuclear como becario de la Fundación Ford.
De 1961 a 1963, de-Shalit se desempeñó como director científico del Instituto Weizmann y de 1966 a 1969, se desempeñó como director ejecutivo/director general del instituto.

## Premios y reconocimientos
- En 1962, de-Shalit fue elegido miembro de la Academia de Ciencias y Humanidades de Israel;
- En 1965, fue galardonado con el Premio Israel en Ciencias exactas, junto con su colega el profesor Igal Talmi,[4] por su trabajo sobre el "modelo de caparazón" en física nuclear;
- La escuela de enseño medio De-Shalit y dos escuelas secundarias junior hermanadas en Rehovot recibieron su nombre;
- En 1974, junto con el Instituto Weizmann, se fundó la "Fundación Amos de-Shalit" para fomentar una mayor conciencia del importante papel de la ciencia entre la juventud israelí, y se lanzó el "Programa de la Escuela de Verano Amos de-Shalit" en su nombre.[5]

## Obras publicadas
- Teoría de la capa nuclear, coautor Igal Talmi (1963) Academic Press, (reimpreso por Dover Publications)
- Física nuclear teórica: Estructura nuclear v. 1, Amos de-Shalit (Autor), Herman Feshbach (Autor) John Wiley and Sons